# Futbol a Tunísia
El futbol és l'esport més popular a Tunísia. Fou introduït al país per immigrants italians.
Fins a 2019, la selecció de Tunísia s'ha classificat per cinc fases finals de la Copa del Món, els anys 1978, 1998, 2002, 2006 i 2018. També s'ha classificat per 13 Copes d'Àfrica, guanyant l'edició de 2004.

## Competicions
- Lligues:[9]
  - CLP-1
  - CLP-2
  - CLP-3
- Copes:
  - Copa tunisiana de futbol

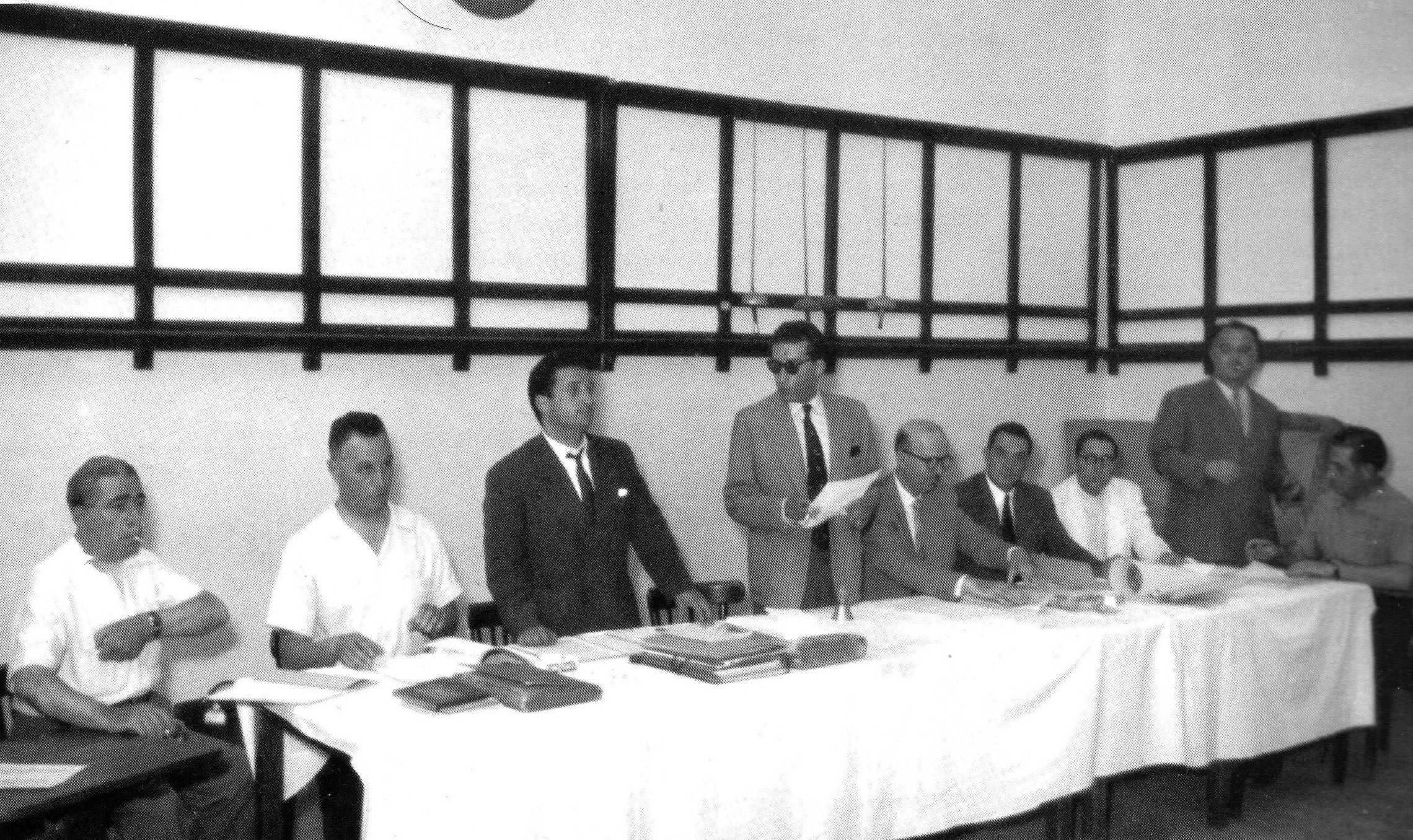
Membres de la Ligue de Tunisie de Football als anys quaranta.

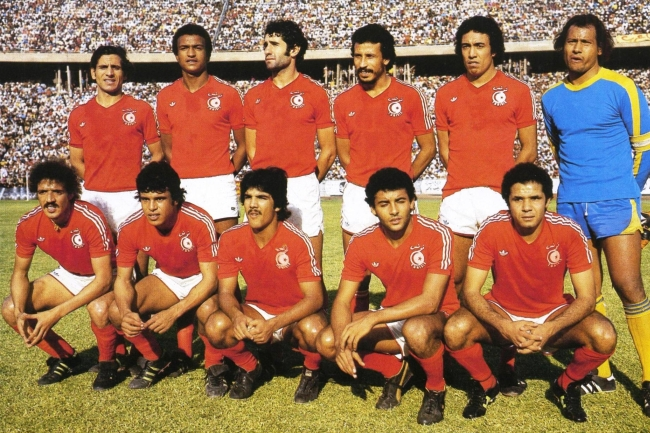
Selecció de Tunísia el 2018.

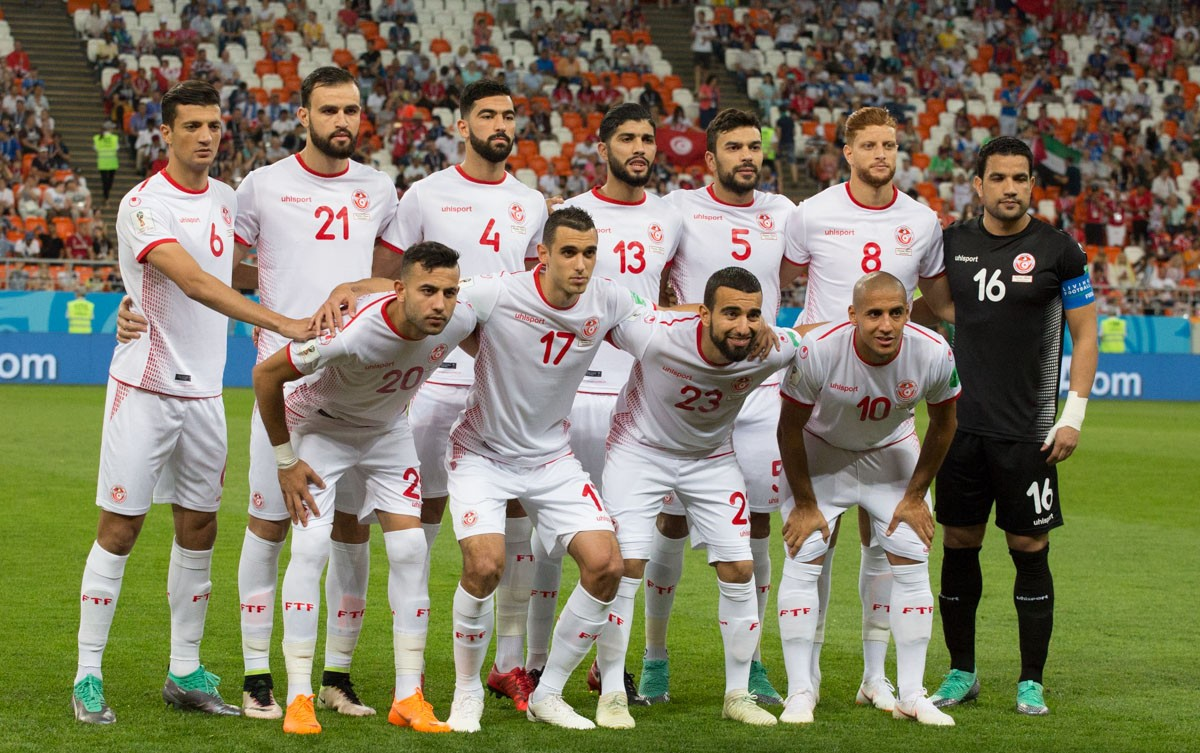
Selecció de Tunísia el 2018.

  - Copa de la Lliga tunisiana de futbol
  - Supercopa tunisiana de futbol

## Principals clubs
Clubs amb més títols nacionals a 2019.
- Espérance Sportive de Tunis
- Club Africain
- Étoile Sportive du Sahel
- Club Sportif Sfaxien
- Racing Club de Tunis
- Club Sportif de Hammam-Lif
- Stade Tunisien
- Club Athlétique Bizertin
- Italia de Tunis
- Avenir Sportif de La Marsa
- Union Sportive Tunisienne
- Sfax Railways Sports
- Stade Gaulois de Tunis
- Sporting Club de Tunis

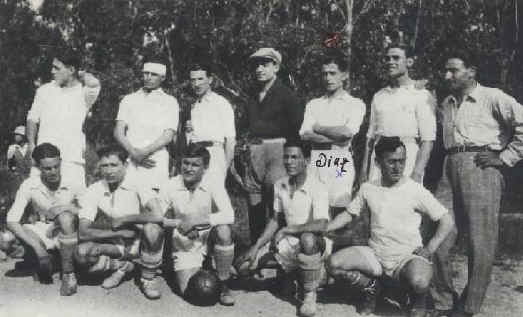
US Tunisienne el 1932
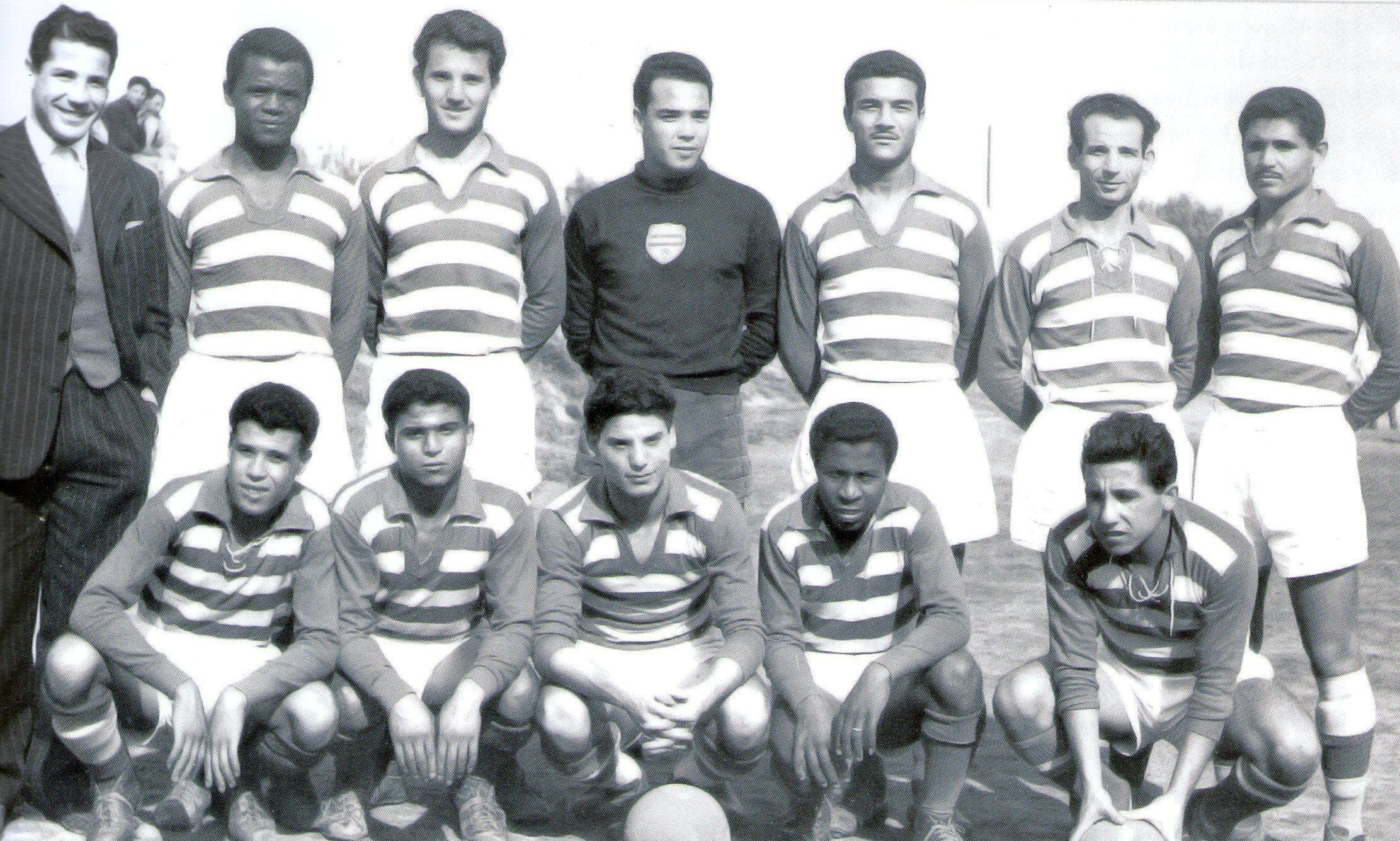
Club Africain 1955-56
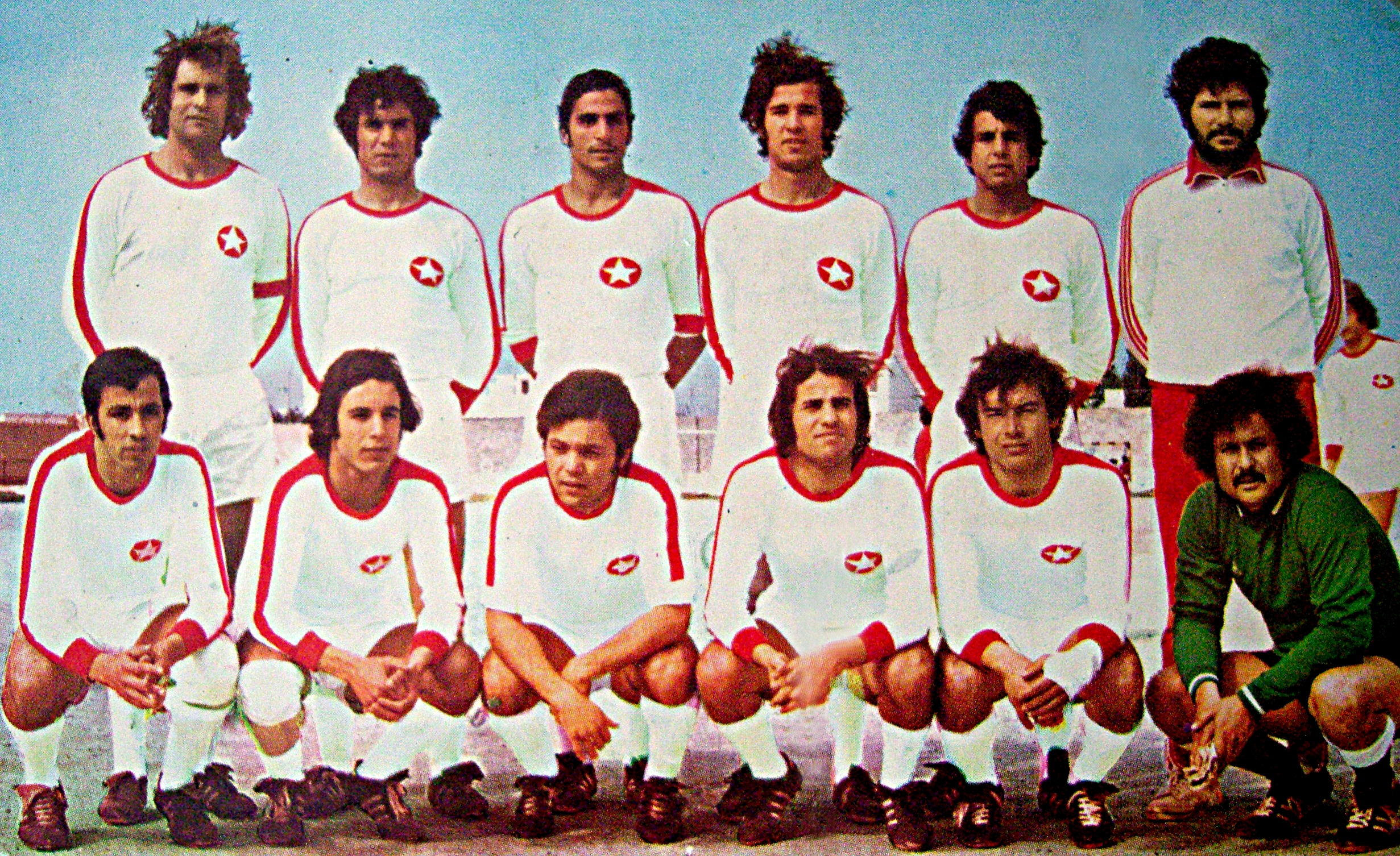
Etoile du Sahel el 1973
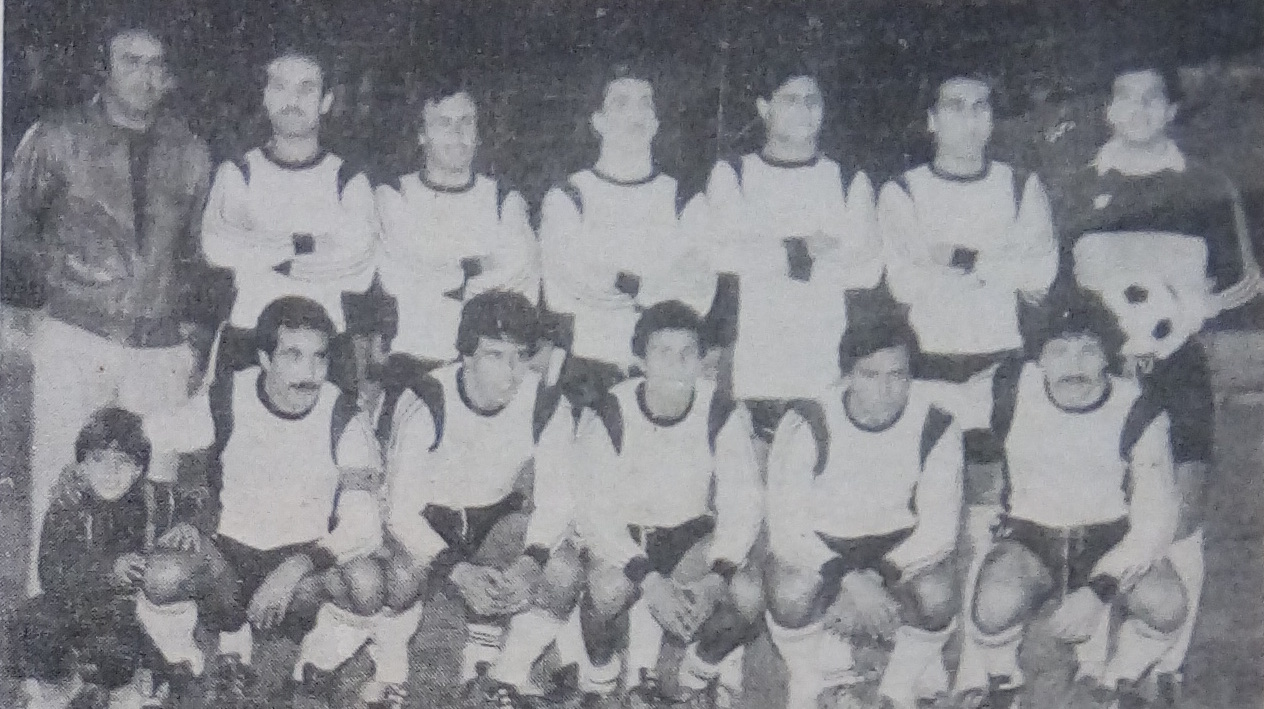
CS Sfaxien el 1980
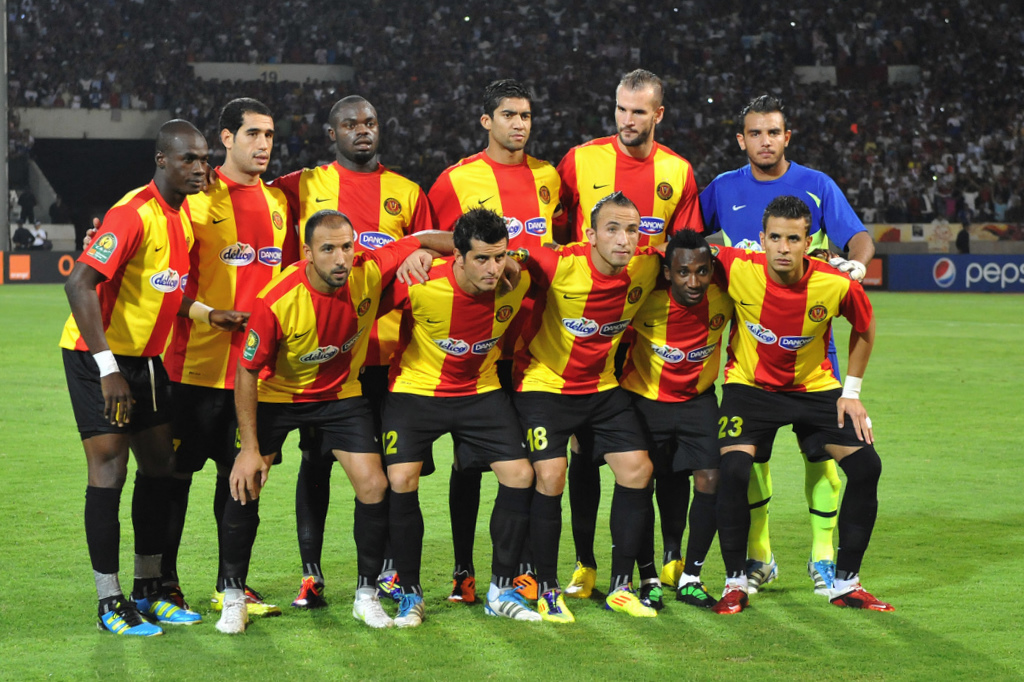
Esperance el 2011

## Jugadors destacats
Fonts:
Des de 1950
- Kassen Hassouna
- Taieb Jebali

Des de 1960
- Tahar Chaïbi
- Abdelmajid Chetali
- Noureddine Diwa
- Sadok Sassi
- Mohieddine Seguir

Des de 1970
- Hammadi Agrebi
- Mohamed Akid
- Ezzedine Chakroun
- Mokhtar Dhouib
- Khaled Gasmi
- Néjib Ghommidh
- Témime Lahzami
- Mokhtar Naili

Des de 1980
- Khaled Ben Yahia
- Tarak Dhiab
- Abdelhamid Hergal
- Nabil Maâloul

Des de 1990
- Zoubeir Baya
- Hédi Berkhissa
- Riadh Bouazizi
- Chokri El Ouaer
- Jameleddine Limam
- Faouzi Rouissi

Des de 2000
- Khaled Badra
- Kaies Ghodhbane
- Karim Haggui
- Radhi Jaïdi
- Francileudo Santos
- Hatem Trabelsi

Des de 2010
- Issam Jemâa
- Wahbi Khazri
- Aymen Mathlouthi

## Principals estadis

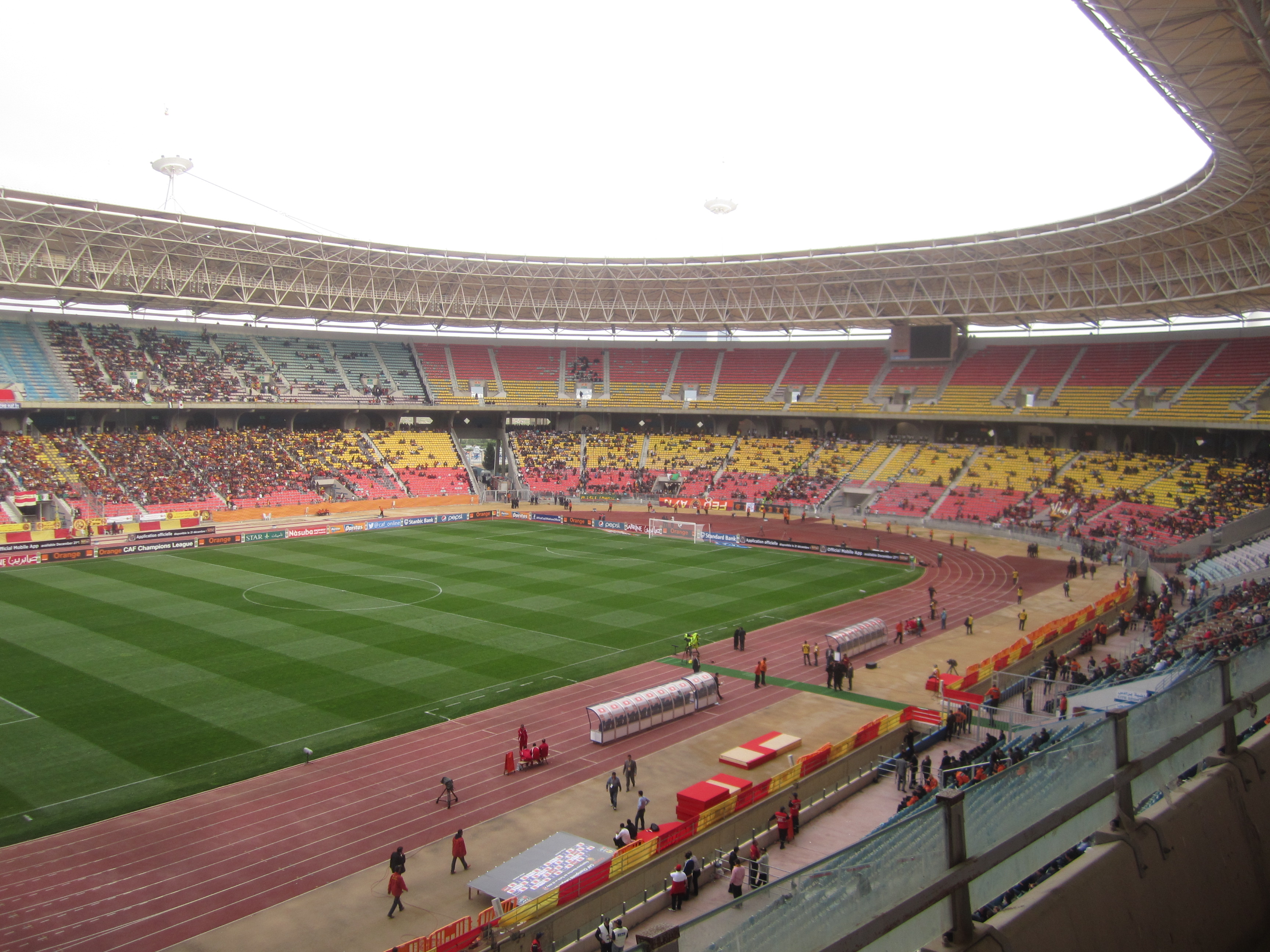
Stade Olympique de Radès.

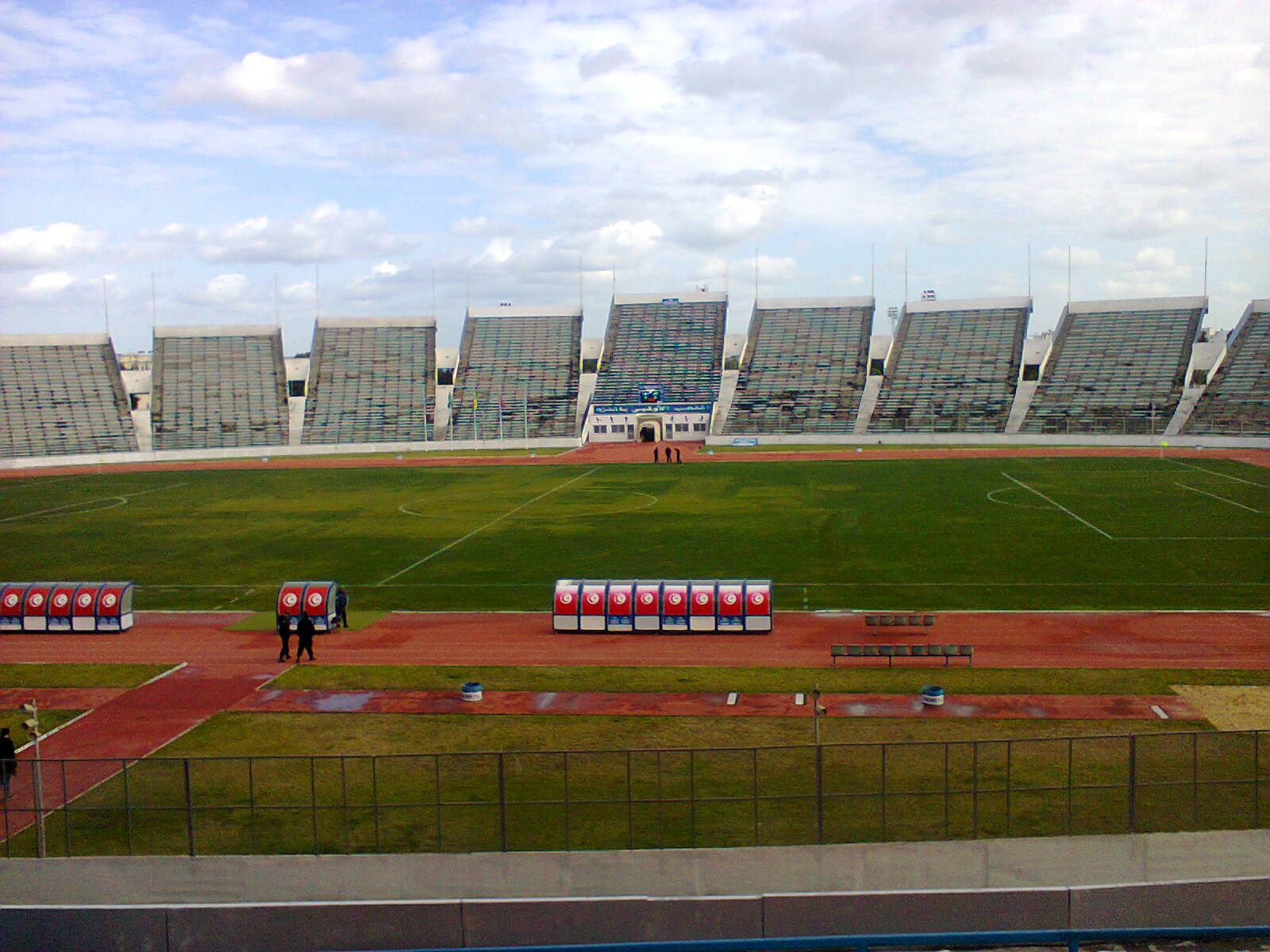
Stade El Menzah.

| # | Estadi                    | Capacitat | Ciutat   |
| - | ------------------------- | --------- | -------- |
| 1 | Stade Olympique de Radès  | 60.000    | Radès    |
| 2 | Stade El Menzah           | 45.000    | Aryanah  |
| 3 | Stade Olympique de Sousse | 28.000    | Sussa    |
| 4 | Stade Taïeb Mhiri         | 22.000    | Sfax     |
| 5 | Stade Mustapha Ben Jannet | 20.000    | Monastir |
| 6 | Stade 15 Octobre          | 20.000    | Bizerta  |
| 7 | Stade Chedly Zouiten      | 18.000    | Tunis    |